# 셋슈
셋슈(雪舟, 1420년~1506년)는 일본 수묵화의 완성자로서 화법을 슈분에게서 배웠다. <추동산수도(秋冬山水圖)>, <산수장권(山水長卷)> 등의 걸작을 남기고 있다. 슈분 문화에서 나왔으면서도 슈분화(周文畵)의 섬약함에서 탈피하여 중국화가의 수묵화에 떨어지지 않는 격렬함이 있고 독특한 필의(筆意)에 넘쳐 있다. 그는 또한 장식적인 화조화도 그린 것으로 보이는데 운고쿠파(雲谷派)뿐만 아니라 카노파·하세가와파(長谷川派) 등에 미친 영향은 절대적이다.

## 같이 보기
- 수묵화
- 일본의 불교
- 도교